# Herluf Zahle
Herluf Zahle, född 14 mars 1873 i Köpenhamn, död 4 maj 1941 i Berlin, var en dansk diplomat, brorsons son till Sophus Zahle, syssling till Carl Theodor Zahle.
Zahle blev juris kandidat 1897, anställdes 1900 i utrikesministeriet, var 1905-1908 legationssekreterare i Stockholm och 1907 sekreterare vid danska delegationen vid fredskonferensen i Haag. Han blev 1909 kontors- och 1910 departementschef i utrikesministeriet samt kammarherre. År 1919 blev han envoyé i Stockholm samt representerade 1920-1921 Danmark vid Nationernas förbunds första kongress i Genève, där han var ordförande i en delegation. Zahle blev sändebud i Berlin 1924. Han var därjämte dansk delegerad vid Nationernas förbunds församlingsmöten i Genève och var president där 1928-1929 samt för andra opiumkonferensen i Genève 1924-1925.
Zahle var gift med Lillan Hauge och dottern Wanda Zahle var gift med översten Stig Tarras-Wahlberg.